# Faro Punta Panul
El Faro Punta Panul es un faro perteneciente a la red de faros de Chile. Se ubica al norte de la ciudad puerto de San Antonio, en la Región de Valparaíso. Faro habitado.	